# Chrysosoma pseudocallosum
Chrysosoma pseudocallosum är en tvåvingeart som beskrevs av Daniel J. Bickel 1994. Chrysosoma pseudocallosum ingår i släktet Chrysosoma och familjen styltflugor.
Artens utbredningsområde är Northern Territory, Australien. Inga underarter finns listade i Catalogue of Life.